# Luigi Sepe
Luigi Sepe (Torre del Greco, Ciudad metropolitana de Nápoles, Italia, 8 de mayo de 1991) es un futbolista italiano. Juega de guardameta y su club es la U. S. Salernitana 1919 de la Serie B.

## Trayectoria
Sepe hizo su debut con el Napoli en la Serie A el 28 de enero de 2009, a la edad de 17 años, reemplazando a Matteo Gianello en el minuto 32 del partido contra la ACF Fiorentina (perdido por 2 a 1). Durante la temporada 2008-09 llevó la camiseta número 44 y fue la cuarta opción por detrás de Gennaro Iezzo, Nicolás Navarro y Matteo Gianello.
En la temporada 2010-11, fue nombrado en la Liga Europa de la UEFA como miembro de la lista B del Napoli. Fue igualmente la cuarta opción por detrás de Morgan De Sanctis, Iezzo y Gianello, con el número 92.
En las temporadas siguientes fue cedido al Pisa (Lega Pro Prima Divisione), al Lanciano (Serie B) y al Empoli (Serie A). El 15 de julio de 2015 pasó en calidad de cedido a la Fiorentina, donde totalizó 7 presencias (1 en Copa Italia y 6 en la Liga Europa).
Terminada su cesión a la Fiorentina, el portero volvió al Napoli, siendo la tercera opción por detrás de Pepe Reina y Rafael. Durante la temporada siguiente se convirtió en el segundo de Reina, y el 5 de noviembre de 2017 jugó como titular el partido contra el Chievo Verona, volviendo a sumar una presencia en el Napoli después de casi nueve años desde su debut con la camiseta azzurra.
El 9 de julio de 2018 fue cedido al Parma, recién ascendido a la Serie A. El 10 de julio de 2019 se prolongó la cesión una temporada más con obligación de compra.
El 24 de enero de 2022 abandonó el conjunto parmesano para jugar cedido en la U. S. Salernitana 1919 lo que restaba de temporada, teniendo este equipo la obligación de comprarlo si se cumplían determinadas condiciones. Se quedó en este equipo y en agosto de 2023 fue prestado a la S. S. Lazio.

### Internacional
Comenzó a 3 de cada 4 partidos en la selección de Italia sub-18. En la sub-18 participó en la Copa Internacional de Eslovaquia, por delante de Valerio Frasca en abril.
Sepe hizo sucesivas apariciones con la selección de Italia sub-19 (nacidos en 1991 del equipo) de marzo a septiembre, todos los reemplazado Simone Colombi en la segunda mitad, incluyendo el versículo Ucrania (nacido en 1990 del equipo). Él era el portero reserva de por detrás de Colombi en 2010 en el Campeonato de Europa Sub-19 para clasificación del Campeonato de Fútbol, pero también jugó una vez. Después de que Italia calificara a la siguiente ronda, no recibió ninguna llamada de nuevo.

## Clubes
| Club                            | País   | Año       |
| ------------------------------- | ------ | --------- |
| S. S. C. Napoli                 | Italia | 2009-2011 |
| Pisa Calcio (cedido)            | Italia | 2011-2013 |
| S. S. Virtus Lanciano (cedido)  | Italia | 2013-2014 |
| Empoli F. C. (cedido)           | Italia | 2014-2015 |
| ACF Fiorentina (cedido)         | Italia | 2015-2016 |
| S. S. C. Napoli                 | Italia | 2016-2018 |
| Parma Calcio 1913 (cedido)      | Italia | 2018-2020 |
| Parma Calcio 1913               | Italia | 2020-2022 |
| U. S. Salernitana 1919 (cedido) | Italia | 2022      |
| U. S. Salernitana 1919          | Italia | 2022-2023 |
| S. S. Lazio (cedido)            | Italia | 2023-2024 |